# Elisabeth Cebrián
Elisabeth Cebrián Scheurer (Reus, Tarragona, 7 de febrero de 1971) es una exjugadora española de baloncesto. Con 252 participaciones es la cuarta baloncestista, solo por detrás de Laia Palau (262), Amaya Valdemoro (258) y Marina Ferragut (253), con un mayor número de intervenciones en la historia de la Selección femenina de baloncesto de España.

## Trayectoria deportiva[3]
- 1987/88 Raventós Catasús
- 1988/89 ACRA
- 1989/94 BEX
- 1994/95 Costa Naranja
- 1995/98 Universitari
- 1998 New York Liberty
- 1998/00 Banco Simeón
- 2000/02 Universitat UB
- 2002/04 USP CEU-Adecco Estudiantes
- 2004/06 UB-FC Barcelona

## Palmarés con la selección española
- Eurobasket 1993 ( Italia)
- Eurobasket 2001 ( Francia)
- Eurobasket 2003 ( Grecia)

#### Categorías inferiores
- Europeo U18 1990 ( Alcalá de Henares)